# باربل كوريبالسكي
الدكتورة باربل سيلفيا كوريبالسكي (بالألمانية: Bärbel Koribalski)‏ : هي عالمة أبحاث تعمل على تكوين المجرات في مرفق تلسكوب أستراليا الوطني، التابع لـ CSIRO ، وهي جزء من CSIRO's علم الفلك وعلوم الفضاء.  حصلت على درجة الدكتوراه من جامعة بون في ألمانيا وتشتهر بدراسات المجرات القريبة. في عام 2011 ، حصلت على جائزة نيوتن تيرنر من CSIRO.  وهي أيضًا رائدة في مشروع مسح ASKAP HI All-Sky ، المعروف باسم WALLABY . 

## ابحاث
- تشكيل المجرة والتطور.
- حركيات الغاز في المجرات باستخدام الخط الطيفي HI 21 سم من الهيدروجين المحايد.
- ملاحظات إذاعية مع صفيف تلسكوب أستراليا (ATCA) ، المعروف أيضًا باسم مرصد بول وايلد في نارابري، سمي على اسم جون بول وايلد، رئيس قسم الفيزياء الإشعاعية في CSIRO ورئيسًا لاحقًا لـ CSIRO (1978-1985).
- دراسة مجموعات المجرات، على سبيل المثال مجموعة دورادو مع V.A. كيلبورن وآخرون.

## خلفية الشخصية
ولدت في فوبرتال، ألمانيا ، ونشأت في كولن على نهر الراين ، ودرست الفيزياء في جامعة راينش فريدريش فيلهلم يونيفرسيتيه بون.
الهوايات: ألعاب القوى.

## المهنة
دبلوم الفيزياء (1990) والدكتوراه (وسام أوتو هان، 1993) - جامعة بون، ألمانيا.
جائزة نيوتن تيرنر CSIRO - 2011 .
قائد علوم OCE ، من 2012 .

## الجمعيات المهنية
الاتحاد الفلكي الدولي (IAU).
الجمعية الأسترالية لعلم الفلك (ASA).

## المنشورات
منشورات الدكتور بيربل كوريبسكي - مصدر نظام بيانات الفيزياء الفلكية SAO / NASA